# گرازی (لامرد)
گرازی، روستایی از توابع بخش خیرگو شهرستان لامرد در استان فارس ایران است.

## جمعیت
این روستا در دهستان کمالی قرار دارد و براساس سرشماری مرکز آمار ایران در سال ۱۳۸۵، جمعیت آن ۵۵ نفر (۱۳ خانوار) بوده‌است.